# سونيا بينيت
سونيا بينيت (بالإنجليزية: Sonja Bennett)‏ وهي ممثلة وكاتبة سيناريو كندية ولدت في يوم 2 أغسطس 1980 في مدينة فانكوفر في كولومبيا البريطانية في كندا، مثلت في عدة أفلام ومسلسلات Donovan's Echo في 2011 و Preggoland في 2014.

## روابط خارجية
- سونيا بينيت على موقع IMDb (الإنجليزية)
- سونيا بينيت على موقع قاعدة بيانات الأفلام العربية
- سونيا بينيت على موقع ألو سيني (الفرنسية)
- سونيا بينيت على موقع أول موفي (الإنجليزية)
- سونيا بينيت على موقع قاعدة بيانات الأفلام السويدية (السويدية)
- سونيا بينيت على موقع قاعدة بيانات الفيلم (الإنجليزية)
- سونيا بينيت على موقع كينوبويسك (الروسية)